# Aimé Nicolas Derode
Pour les articles homonymes, voir Derode.
Aimé Nicolas Derode, né à Metz le 16 novembre 1795 (25 brumaire an IV), et mort à Sceaux le 20 août 1879, est un historien français.

## Biographie
Aimé Nicolas Derode devient régent du Collège de Sarreguemines, puis professeur de droit public à l’école militaire de Saint-Cyr. Il publie à cette époque de nombreux articles dans l’Encyclopédie des gens du monde.
En 1839, Aimé Nicolas Derode publie un ouvrage concernant la bataille de Friedland intitulé Nouvelle relation de la bataille de Friedland. Ce travail est qualifié d’excellent par Adolphe Thiers[réf. nécessaire], traitant du même sujet dans son Histoire du Consulat et de l’Empire en 1847.
En 1835, Aimé Nicolas Derode obtient un certificat d’un brevet d’importation et de perfectionnement pour l’éclairage par le gaz et pour tous les corps gazeux ou liquides susceptibles de produire de la lumière. En 1851, il dépose un brevet d’invention en Angleterre du procédé de soudage, fonte-fonte et autres métaux en utilisant l’énergie électrique.
Du fait de sa naissance à Metz, il opte pour la nationalité française en 1872. Il vivait alors à Paris[réf. nécessaire].
Aimé Nicolas Derode est le cousin germain de Victor Derode.

## Sources
- Bulletin des lois du royaume de France, tome 12, Imprimerie royale, Paris, 1836, p. 52.
- Bulletin des lois de l’Empire français, tome II, Imprimerie impériale, Paris, 1854, p. 810.
- Abridgents of the specifications relating to the Manufacture of iron and steel, London, 1858, p. 110.
- Archives des découvertes et des inventions nouvelles, Paris, 1836, p. 450.
- Histoire du Consulat et de l’Empire, Adolphe Thiers, tome VII, 1847,p. 604.